# المستودع الرقمي لأيرلندا
المستودع الرقمي لأيرلندا (DRI) هو مستودع رقمي لبيانات العلوم الإنسانية والعلوم الاجتماعية والتراث الثقافي في أيرلندا.
تم تصميمه كبنية تحتية الوصول الحر، تتيح الاستخدام التفاعلي والنمو المستدام. يتم إدارة المستودع وتنفيذ سياساته وإرشاداته وتدريبه من قبل ثلاث مؤسسات: الأكاديمية الملكية الأيرلندية (RIA)، كلية ترينيتي في دبلن (TCD)، وجامعة ماينوث (MU).
يتم تمويل المستودع بشكل أساسي من قبل وزارة التعليم والمهارات منذ عام 2016، من خلال هيئة التعليم العالي الأيرلندية ومجلس البحوث الأيرلندي.
اعتبارًا من عام 2018، يضم المستودع أكثر من 28,000 عنصر رقمي.

## التاريخ
تم إنشاء المستودع الرقمي لأيرلندا في عام 2011 بعد تلقي تمويل بقيمة 5.2 مليون يورو من هيئة التعليم العالي الأيرلندية التابعة للحكومة الأيرلندية.
تم دعم المشروع لمدة أربع سنوات من خلال **برنامج البحث في مؤسسات التعليم العالي** (PRTLI). أُطلق المستودع رسميًا في 24 يونيو 2015 في كروك بارك. بدأ المستودع كمجموعة تعاونية تضم ست مؤسسات أكاديمية أيرلندية: الأكاديمية الملكية الأيرلندية (RIA)، جامعة ماينوث (MU)، كلية ترينيتي في دبلن (TCD)، معهد دبلن للتكنولوجيا (DIT)، جامعة أيرلندا الوطنية في غالواي (NUIG)، والكلية الوطنية للفنون والتصميم (NCAD).
حصل المستودع على **ختم الموافقة للبيانات** (Data Seal of Approval) كمستودع رقمي موثوق (TDR) في عام 2015. وفي عام 2018، حصل على **شهادة الثقة الأساسية** (Core Trust Seal)، لتحل محل الشهادة السابقة. أصبح المستودع الرقمي لأيرلندا عضوًا في **تحالف بيانات البحث** في أغسطس 2018.

## التنظيم
الهيئة الإدارية للمستودع الرقمي لأيرلندا هي مجلس الإدارة، الذي يتألف من ممثلين عن كل مؤسسة أكاديمية شريكة، ويخدم أعضاؤه لمدة ثلاث سنوات.
يتولى فريق التنفيذ الأساسي (CIT) مسؤولية العمليات اليومية، فضلاً عن تطوير الاستراتيجية والتنسيق وتنفيذ المشاريع. يتكون هذا الفريق من مدير DRI، والمحققين الرئيسيين للمستودع، وممثلي المؤسسات الأكاديمية، ومدير برنامج DRI في الأكاديمية الملكية الأيرلندية.
بالإضافة إلى ذلك، هناك مجموعة استشارية دولية مكونة من ثمانية خبراء، تهدف إلى ضمان حفاظ المستودع على الروابط مع المستودعات الرقمية الأخرى حول العالم. تجتمع هذه المجموعة سنويًا لتقديم الإشراف والملاحظات، وضمان الالتزام بأفضل الممارسات.
يضم فريق عمل المستودع متخصصين من خلفيات متعددة، مثل أمناء المكتبات، وأخصائيي الأرشيف الرقمي، والمعلمين، ومهندسي البرمجيات، الذين يدعمون جميع جوانب الحوكمة والإدارة والعمليات. اعتبارًا من عام 2018، يعمل في المستودع 15 موظفًا بدوام كامل.
يركز المستودع الرقمي لأيرلندا على ثلاثة مجالات رئيسية:
1. التكنولوجيا: حيث يتم تطوير البرامج لحماية البيانات وأرشفتها، مع تسهيل البحث والتنقل بين المحتوى.
2. السياسات: وضع بروتوكولات لتوليد البيانات وتحضيرها للأرشفة.
3. التعليم والتواصل: يتضمن برنامجًا تدريبيًا وتفاعلًا مباشرًا مع الجمهور من خلال ورش العمل والنشرات الإخبارية.

## المجموعات

### الأنواع
تشمل مجموعات المستودع الرقمي لأيرلندا (DRI) التراث الثقافي الأيرلندي التاريخي والمعاصر. قد تحتوي هذه المجموعات على أنواع مختلفة من الأصول الرقمية، بما في ذلك الصور والصوت والنصوص. يتم تجميع بعض المجموعات من شركاء وأعضاء من مؤسسات التراث والبحث في جميع أنحاء البلاد، كما يُدعى المستخدمون ليصبحوا مودعين للمساهمة في إثراء صورة أيرلندا الرقمية في DRI. من أبرز المجموعات: رسائل عام 1916، أرشيف استوديوهات الزجاج المعشق، والمحتوى متعدد الوسائط من Raidió Teilifís Éireann.

### الوصول
كمستودع تفاعلي، يتيح DRI الوصول لأي مستخدم مهتم بالتراث الثقافي الأيرلندي بغض النظر عن العمر أو مستوى التعليم. الوصول، بما في ذلك عرض وتحميل المجموعات، مجاني. ومع ذلك، قد يتطلب التسجيل للوصول إلى المجموعات المقيدة التي تحتوي على مواد حساسة.
يمكن للمستخدمين الذين يرغبون في الإضافة إلى مجموعات DRI القيام بذلك من خلال اتباع ست خطوات لإيداع المحتوى. تتوفر أدلة، وسلسلة تدريبات، ومكاتب مساعدة للإجابة على الأسئلة المتعمقة. يتم تخزين النسخ الرقمية في DRI، بينما يحتفظ المنشئ الأصلي بملكية المحتوى وحقوق النشر والملكية الفكرية. سيتم إعادة المحتوى إلى منشئيه في حال توقف DRI عن العمل. كما يمكن للمنشئين تحديث مجموعاتهم من خلال إضافة محتوى جديد أو تحسين البيانات الوصفية، ويمكنهم أيضاً تعيين قيود وصول.

#### العضوية
كانت العضوية القائمة على الاشتراك هدفًا منذ تأسيس DRI وتم إطلاقها في فبراير 2018. يمكن للمؤسسات والمنظمات التي تحتفظ ببيانات في مجالات العلوم الإنسانية أو الاجتماعية، بما في ذلك تلك التي تعمل بشكل غير ممول أو طوعي، التقدم للحصول على عضوية كاملة أو عضوية منتسبة للاستفادة من خبرة DRI في الحفظ الرقمي وإمكاناته. تشمل فوائد العضوية أيضاً شبكة تعاونية، والتدريب والتطوير الشخصي، والنشر عبر الإنترنت، ومشاركة المجموعات.